# Église Saint-Léger de Saint-Léger-sous-Margerie
Pour les articles homonymes, voir Église Saint-Léger.
L'église Saint-Léger est une église catholique située à Saint-Léger-sous-Margerie, en France. C'est l'une des nombreuses églises à pans de bois du pays du Der, particularité de cette région de Champagne.

## Localisation
L'église est située dans le département français de l'Aube, sur la commune de Saint-Léger-sous-Margerie.

Vues de l'église
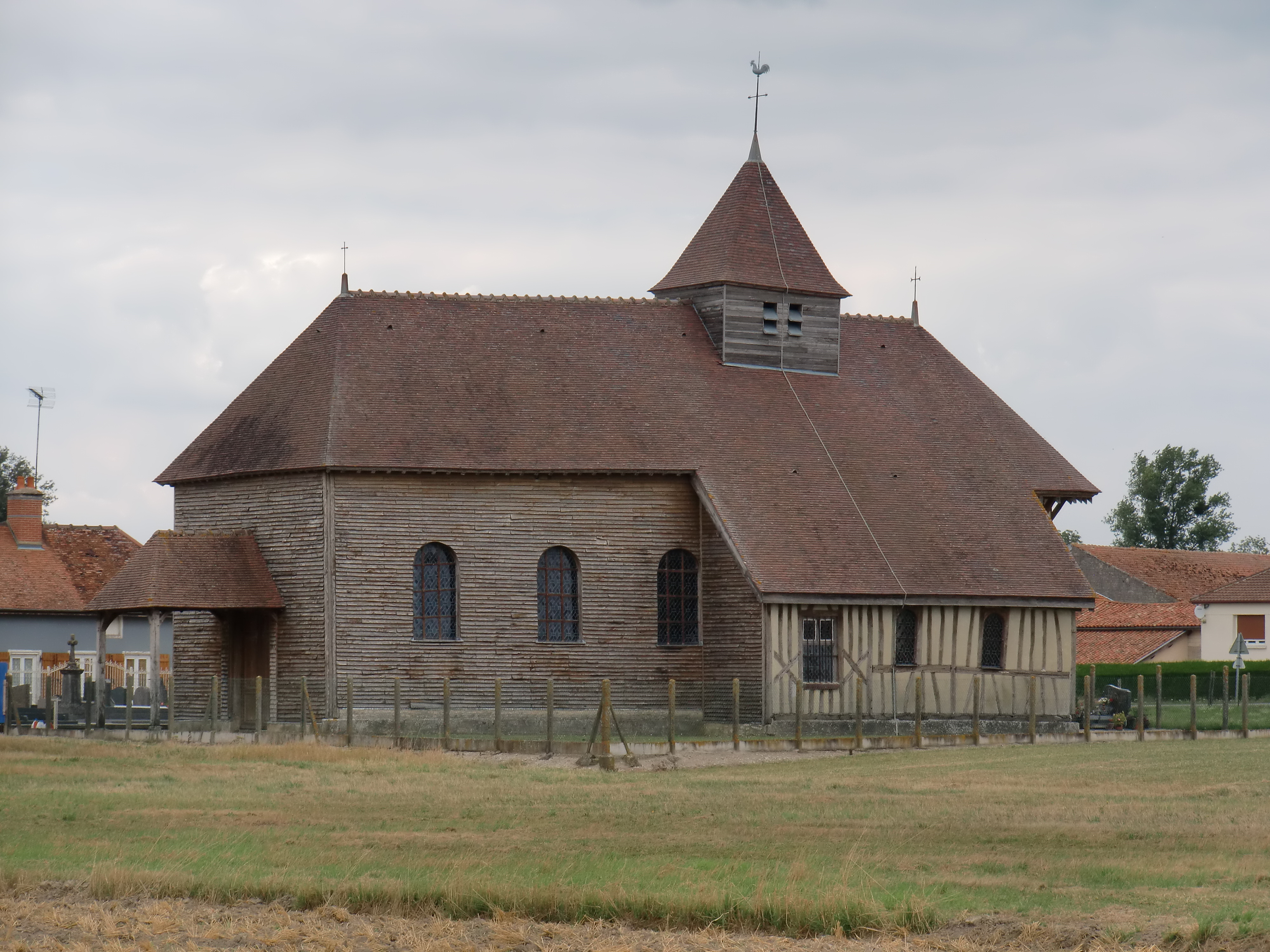
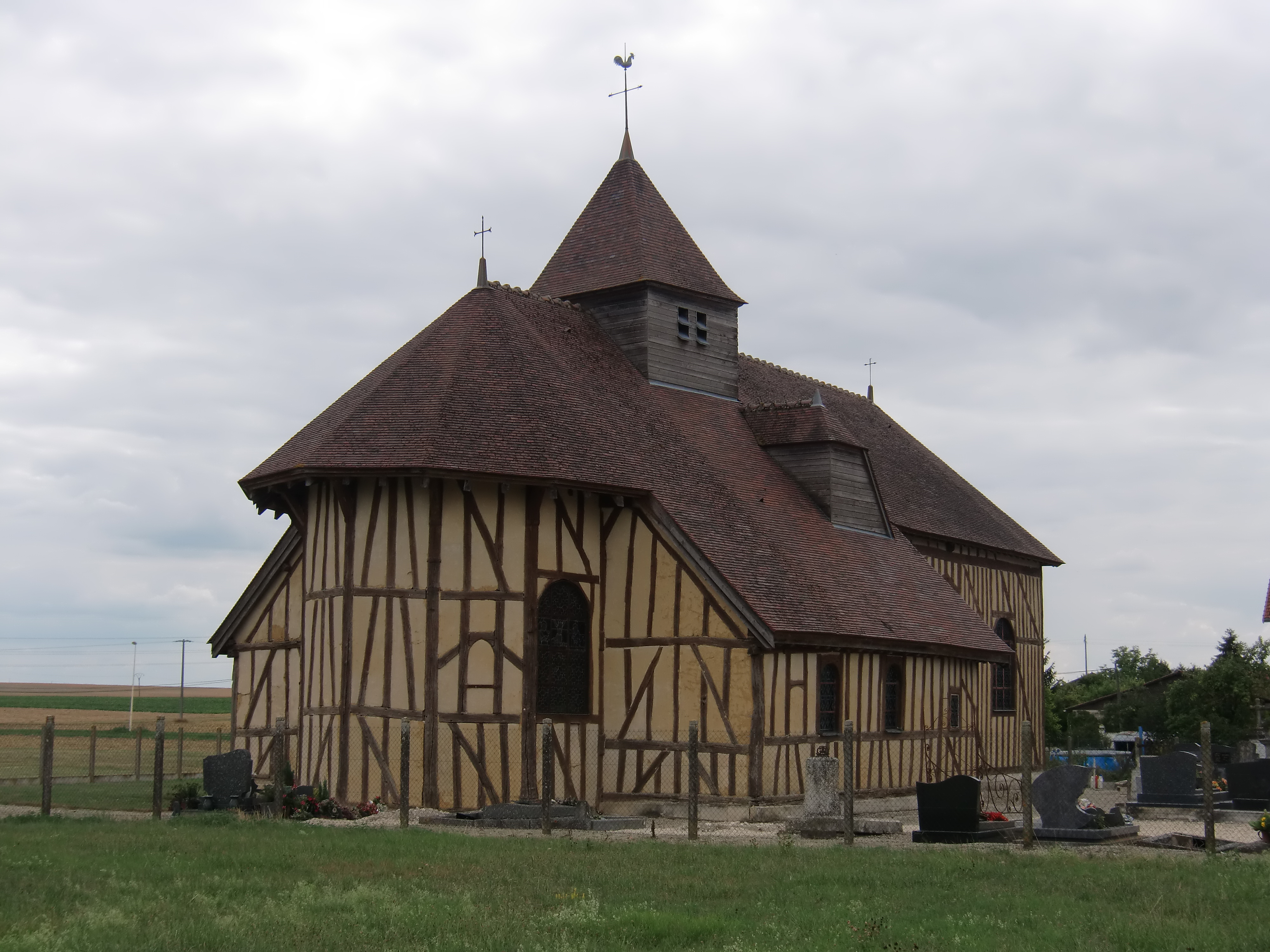

## Historique
L'édifice est inscrit au titre des monuments historiques en 1987.